# Get Yourself High
«Get Yourself High» — сингл The Chemical Brothers, выпущенная с их сборника 2003 года Singles 93–03.

## Список композиций

### Британское и европейское издания
- (UK and Europe) CD CHEMSD19

1. «Get Yourself High (Album Version)»
2. «Electronic Battle Weapon 6»
3. «Get Yourself High (Felix Da Housecat's Chemical Meltdown Mix)»
4. «Get Yourself High (Switches Rely On Dub)»
5. «Get Yourself High (Video)»

- (UK Only) 2x12" CHEMST19

1. «Get Yourself High (Extended Version)»
2. «Electronic Battle Weapon 6»
3. «Get Yourself High (Felix Da Housecat's Chemical Meltdown Mix)»
4. «Get Yourself High (Switches Rely On Rub)»

- (Europe Only) CD 07243 547658 2 7

1. «Get Yourself High (Album Version)»
2. «Electronic Battle Weapon 6»
3. «Get Yourself High (Felix Da Housecat's Chemical Meltdown Mix)»
4. «Get Yourself High (Switches Rely On Dub)»

### Японское издание
- CD VJCP 12175

1. «Get Yourself High (Album Version)»
2. «Electronic Battle Weapon 6»
3. «Get Yourself High (Felix Da Housecat's Chemical Meltdown Mix)»
4. «Get Yourself High (Switches Rely On Dub)»
5. «Get Yourself High (Switches Rely On Rub)»
6. «Get Yourself High (Video)»

### Издания для США
- CD ASW 47738

1. «Get Yourself High (Extended Version)»
2. «Get Yourself High (Felix Da Housecat's Chemical Meltdown Mix)»
3. «Get Yourself High (Switches Rely On Rub)»
4. «The Golden Path (Ewan Pearson Extended Vocal)»
5. «The Golden Path (Ewan’s Rave Hell Dub)»
6. «Nude Night»
7. «Get Yourself High (Video)»

- 12" ASW 47737

1. «Get Yourself High (Extended Version)»
2. «Get Yourself High (Switches Rely On Rub)»
3. «Get Yourself High (Felix Da Housecat's Chemical Meltdown Mix)»
4. «Get Yourself High (Switches Rely On Dub)»

## Видеоклип
Режиссёром видеоклипа выступил Джозеф Кан, использовавший как основу цифровую версию фильма о боевых искусствах Два чемпиона Шаолиня.
Я редактировал это на ноутбуке во время полёта в Чикаго. Я изменил временную последовательность настоящего фильма. Плохой парень с большим бумбоксом на самом деле является второстепенным прихвостнем, который умирает в первые тридцать минут, но в моём визуальном ремиксе он является ультимативным антагонистом. Синхронизация губ была сделана с помощью motion-capture, а затем была применена к 3D моделям челюстей. Я не был уверен на 100 %, могла-ли эта технология быть достигнута с течением времени и при помощи денег, как и не знал, сможем ли мы получить права на китайский кунг-фу фильм. Это было рискованное предприятие, но Кэрол дала мне чек и потом оставила одного. У неё были большие шары.
В списке «60 красивых музыкальных видео» Эшли Рингроус из Smashing Magazine «Get Yourself High» занял 32 место.